# Навасардянц, Георгий Адамович
Георгий Адамович Навасардянц — советский хозяйственный и политический деятель.

## Биография
Родился в 1921 году в Красноярске. Член КПСС.
Окончил Томский индустриальный институт.
С 1943 года — на хозяйственной, общественной и политической работе.
В 1943—1946 гг. — мастер механического цеха, старший сменный мастер, заведующий техническим бюро, помощник начальника цеха Кузнецкого металлургического комбината.
В 1948—1961 гг. — лектор Кемеровского обкома ВКП(б), заведующий промышленно-транспортным отделом, заместитель редактора газеты «Кузбасс», заместитель заведующего, заведующий отделом агитации и пропаганды Кемеровского обкома КПСС.
В 1961—1963 гг. — второй секретарь Кемеровского горкома КПСС.
В 1963—1970 гг. — заведующий промышленно-транспортным отделом Кемеровского обкома КПСС.
В 1970—1973 гг. — первый секретарь Кемеровского горкома КПСС.
В 1973—1982 гг. — сотрудник аппарата ЦК КПСС.
Депутат Верховного Совета РСФСР 8-го созыва. Делегат XXIV съезда КПСС.
Умер в 1982 году в Москве.